# Lost In Music
A Lost In Music című dal az amerikai Sister Sledge 1979-ben megjelent kislemeze, mely a We Are Family című nagylemezen található. A dal producerei Nile Rodgers és Bernard Edwards voltak.
A dalt 1984-ben szintén megjelentették 12-es bakelit lemezen is, melyre Nile Rodgers Special 1984-es remixe került fel, a Smile című dallal együtt.

## Helyezések, slágerlisták
A Lost In Music című kislemez 1979 márciusában 1. helyezést ért el a Billboard Hot Dance Club Play kislemezlistán. A Billboard R&B listán a 35. helyen végzett, Az Egyesült Királyságban az eredeti verzió 17. helyezést ért el, míg az 1984-es változat 4. míg az 1993-as verzió 14. helyig jutott.
2006-ban a Special 1984 Nile Rodgers Remixet használták fel a Grand Theft Auto: Vice City Stories filmben. Két évvel később a Sings játék showban is hallható volt a dal.
| Slágerlista (1979) | Legmagasabb helyezés |
| ------------------ | -------------------- |
| Hollandia          | 12                   |
| Belgium            | 14                   |
| Egyesült Királyság | 17                   |
| Írország           | 30                   |

## Számlista
7" kislemez
 Egyesült Államok (Cotilion 45001)
- Lost In Music - 3:27
- Thinking Of You - 4:26

12" kislemez (1984 Nile Rodgers remix) 
 Egyesült Királyság (Cotilion 796926-0)
- Lost In Music (Special 1984 Nile Rodgers Remix)- 6:42
- Smile - 5:11

7" kislemez  (1993 Sure Is Pure remix)
 Egyesült Királyság (Atlantic  8122-74509-7)
- Lost In Music (Sure Is Pure Remix Edit) - 3:55
- Lost In Music (Original Version) - 4:42